# La notte dei Morlock
La notte dei Morlock (Morlock Night) è un romanzo di fantascienza dello scrittore statunitense K. W. Jeter pubblicato nel 1979.
Il romanzo utilizza le idee di H. G. Wells in cui i Morlock de La macchina del tempo (The time machine) usano essi stessi il dispositivo per viaggiare nel passato e minacciare la Londra vittoriana. Re Artù e Merlino appaiono come salvatori dell'Inghilterra.
In una lettera alla rivista Locus nell'aprile del 1987, Jeter ha coniato la parola "steampunk" per descrivere questo e altri romanzi di altri autori tra cui James Blaylock e Tim Powers.

## Edizioni in italiano
- K. W. Jeter; La notte dei Morlock, traduzione di Fabio Femino, Urania 1347, Mondadori, Milano 1998